# Atletismo nos Jogos Pan-Americanos de 2023 - 800 m feminino
A competição de 800 metros feminino do atletismo nos Jogos Pan-Americanos de 2023 foi disputada em 3 e 4 de novembro no Parque Deportivo Estadio Nacional, em Santiago, no Chile. No total, competiram 11 atletas de 9 Comitês Olímpicos Nacionais (CON).

## Calendário
Horário local (UTC-4).
| Data          | Horário | Fase      |
| ------------- | ------- | --------- |
| 3 de novembro | 17:10   | Semifinal |
| 4 de novembro | 19:00   | Final     |

## Medalhistas
| Ouro   | CUB Sahily Diago      |
| Prata  | URU Déborah Rodríguez |
| Bronze | CUB Rose Mary Almanza |

## Recordes
Antes desta competição, os recordes mundiais e dos Jogos Pan-Americanos da prova eram os seguintes:
| Tipo                             | Atleta                | Tempo   | Local   | Data                |
| -------------------------------- | --------------------- | ------- | ------- | ------------------- |
|                                  | Jarmila Kratochvílová | 1:53.28 | Munique | 26 de julho de 1983 |
| Recorde dos Jogos Pan-Americanos | Ana Fidelia Quirot    | 1:58.71 | Havana  | 8 de agosto de 1991 |

## Resultados

### Semifinal
Qualificação: Os três primeiros em cada bateria (Q) e os próximos dois mais rápidos (q) se classificaram para a final.
Estes foram os resultados:
| Pos. | Bateria | Atleta            | Nacionalidade      | Tempo   | Notas                |
| ---- | ------- | ----------------- | ------------------ | ------- | -------------------- |
| 1    | 1       | Rose Mary Almanza | CUB Cuba           | 2:02.87 | Q                    |
| 2    | 1       | Jaqueline Weber   | BRA Brasil         | 2:04.12 | Q                    |
| 3    | 1       | Déborah Rodríguez | URU Uruguai        | 2:04.70 | Q                    |
| 4    | 2       | Sahily Diago      | CUB Cuba           | 2:05.71 | Q                    |
| 5    | 1       | Brooke Feldmeier  | USA Estados Unidos | 2:06.37 | q                    |
| 6    | 2       | Addy Townsend     | CAN Canadá         | 2:06.62 | Q                    |
| 7    | 2       | Brenna Detra      | USA Estados Unidos | 2:06.77 | Q                    |
| 8    | 2       | Berdine Castillo  | CHI Chile          | 2:07.03 | q                    |
| 9    | 1       | Sonia Gaskin      | BAR Barbados       | 2:08.14 |                      |
| 10   | 2       | Aziza Ayoub       | PUR Porto Rico     | 2:08.57 |                      |
| 11   | 2       | Luisa Real        | MEX México         | 2:08.84 | Recorde da temporada |

### Final
Estes foram os resultados:
| Pos. | Raia | Atleta            | Nacionalidade      | Tempo   | Notas           |
| ---- | ---- | ----------------- | ------------------ | ------- | --------------- |
| 01 ! | 5    | Sahily Diago      | CUB Cuba           | 2:02.71 |                 |
| 02 ! | 8    | Déborah Rodríguez | URU Uruguai        | 2:02.88 | Recorde pessoal |
| 03 ! | 4    | Rose Mary Almanza | CUB Cuba           | 2:03.68 |                 |
| 4    | 6    | Jaqueline Weber   | BRA Brasil         | 2:04.99 |                 |
| 5    | 1    | Berdine Castillo  | CHI Chile          | 2:05.37 |                 |
| 6    | 2    | Brooke Feldmeier  | USA Estados Unidos | 2:06.10 |                 |
| 7    | 7    | Brenna Detra      | USA Estados Unidos | 2:07.27 |                 |
| 8    | 3    | Addy Townsend     | CAN Canadá         | 2:09.02 |                 |

Legenda
| Recorde mundial                  | Recorde mundial (World record)               |                       | Recorde africano                      | Recorde africano (African) |                                           | Q | Classificado por posição (Qualified) |
| Recorde dos Jogos Pan-Americanos | Recorde pan-americano (Pan-American record)  | Recorde da América    | Recorde da América (Americas)         | q                          | Classificado por melhor tempo (Qualified) |   |                                      |
| Melhor marca do ano              | Melhor marca do ano (World leading)          | Recorde asiático      | Recorde asiático (Asian)              | DNS                        | Não largou (Did not start)                |   |                                      |
| Recorde nacional                 | Recorde nacional (National record)           | Recorde europeu       | Recorde europeu (European)            | DNF                        | Não terminou (Did not finish)             |   |                                      |
| Recorde pessoal                  | Recorde pessoal do atleta (Personal best)    | Recorde da Oceania    | Recorde da Oceania (Oceania)          | DSQ / DQ                   | Desclassificado (Disqualified)            |   |                                      |
| Recorde da temporada             | Recorde da temporada do atleta (Season best) | Recorde sul-americano | Recorde sul-americano (South America) | NM                         | Sem marca (No mark)                       |   |                                      |